# René Queyroux
René Paul Martial Queyroux (ur. 22 grudnia 1927 w Halluin, zm. 10 sierpnia 2002 w Lyonie) – francuski szpadzista, brązowy medalista olimpijski i czterokrotny medalista mistrzostw świata.
Na igrzyskach olimpijskich w Melbourne w 1956 roku Francuzi w składzie: Armand Mouyal, Yves Dreyfus, Claude Nigon, Daniel Dagallier i René Queyroux zdobyli drużynowo brązowy medal. W zawodach indywidualnych zajął szóste miejsce. Były to jego jedyne występy olimpijskie.
Podczas mistrzostw świata w Rzymie w 1955 roku wspólnie z Édouardem Artigas, Maurice'em Huetem, Armandem Mouyalem, Claude'em Nigonem i Danielem Dagallierem wywalczyli drużynowo srebrny medal. W tej samej konkurencji zdobył następnie srebrny medal na mistrzostwach świata w Gdańsku (1963) oraz brązowe na mistrzostwach świata w Filadelfii (1958) i mistrzostwach świata w Budapeszcie (1959).